# 克拉蒙德
克拉蒙德（英語： /ˈkræmənd/）是蘇格蘭愛丁堡的一個海邊村莊，位於愛丁堡西北部、阿爾蒙德河在福斯灣的入海口處。
在克拉蒙德已發現中石器時代的考古遺址，之後的青銅時代和羅馬時代也有人類活動記錄。經濟學家約翰·羅出生於此。1920年依據愛丁堡市法案併入愛丁堡。

## 歷史
克拉蒙德地區的考古記錄證明此地人類活動歷史可以追溯到公元前8500年，因此成為蘇格蘭最古老的人類聚居地之一。當時的居民是使用石器的狩獵-採集者，許多細石器也保留了下來。他們選擇生活在此地的理由是作為河流入海口，此地盛產貝類等海產品。
142年時羅馬帝國皇帝安東尼·庇護的軍隊抵達克拉蒙德，并依照命令在此建立了堡壘。羅馬人撤退之後便被廢棄。陶罐和硬幣考古記錄顯示塞普蒂米乌斯·塞维鲁的軍隊在208年至211年間的某段時間內也曾在此扎營。
此後數個世紀克拉蒙德都很少出現於歷史中，歷史學家J·伍德曾說“直到995年，我都無法發現任何關於克拉蒙德零碎記憶”。15世紀時此地建起了一座中世紀塔樓克拉蒙德塔，這座建築至今還保存完好。